# Phang-nga
Phang-nga (Thai: พังงา) ist eine Stadt (เทศบาลเมืองพังงา) in der thailändischen Provinz Phang-nga. Sie ist die Hauptstadt des Landkreises (Amphoe) Mueang Phang-nga und die Hauptstadt der Provinz Phang-nga in Süd-Thailand.
Die Stadt Mueang Phang-nga hat 9865 Einwohner. (Stand 2012)

## Lage
Phang-nga liegt an der Westküste der malaiischen Halbinsel (gegenüber der Stadt Nakhon Si Thammarat) und am Maenam Phang-nga, der in die Andamanensee fließt. Die Stadt ist etwa 800 Kilometer von der Hauptstadt Bangkok entfernt. Vor der Küste bei Phang-nga liegt eine der interessantesten Landschaften Thailands, mit malerischen Dörfern, weißen Kegelbergen, Mangrovenwäldern und wildem Dschungel.

## Wirtschaft und Bedeutung
Phang-nga profitiert vom Aufschwung Phukets, das etwas südlich liegt und sich zu einem touristischen Zentrum im Süden entwickelt hat.

## Sehenswürdigkeiten
(Siehe auch: Provinz Phang-nga)
- Naturerlebnis – Landschaft und Küste um Phang-nga. Zahlreiche Inseln und Inselchen mit kraterartigen Einsenkungen und Stränden, die nur vom Wasser aus mit kleinen Booten zu erreichen sind, sind im Nationalpark Ao Phang-nga geschützt.
- Chinesisches Viertel – etliche Gebäude aus alter Zeit an die steilen Felsenriffe gebaut

## Persönlichkeiten
- Tanapat Na-tarue (* 1981), Fußballspieler
- Amnuai Nueaoon (* 1997), Fußballspieler
- Matee Sarakum (* 1999), Fußballspieler